# 1957 au théâtre
| Années du théâtre : 1954 - 1955 - 1956 - 1957 - 1958 - 1959 - 1960    |
| Décennies du théâtre : 1920 - 1930 - 1940 - 1950 - 1960 - 1970 - 1980 |

Cet article présente les faits marquants de l'année 1957 au théâtre.

## Pièces de théâtre représentées
- 16 janvier : César et Cléopâtre de George Bernard Shaw, mise en scène Jean Le Poulain, Théâtre Sarah-Bernhardt (Paris) avec Jean Marais et Françoise Spira
- 22 février : La Mamma d'André Roussin, mise en scène de l'auteur, Théâtre de la Madeleine
- 1er avril : Fin de partie de Samuel Beckett, Royal Court Theatre Londres
- 17 septembre : Le Square de Marguerite Duras, mise en scène Claude Martin, Studio des Champs-Elysées
- 18 décembre : L'Apprenti fakir comédie musicale conçu par Jean Marais, chorégraphie de Georges Reich, lyrics de Charles Aznavour, théâtre de la Porte Saint-Martin (Paris)

## Naissances
- 14 février : Jean-Luc Lagarce, auteur dramatique français
- 25 février : Régis Laspalès, comédien français
- 27 février : Gerty Dambury, dramaturge et metteuse en scène française
- 6 juin : Oscar Sisto, comédien, interprète et metteur en scène.
- 27 septembre : Peter Sellars